# 大野温泉センター
大野温泉センター（おおのおんせんセンター）は、熊本県葦北郡芦北町にある温泉施設である。熊本県道27号芦北球磨線沿いにあり、2012年7月20日にオープンした道の駅大野温泉（みちのえき おおのおんせん）の核となる施設である。

## 主な施設
- 駐車場
  - 普通車：62台
  - 大型車：5台
  - 身障者用 : 4台
- トイレ
  - 男：13器
  - 女：8器
  - 身障者用：2器
- 直売所
- レストラン
- 温泉
- グラウンドゴルフ

## 休館日
- 毎月第3火曜日

## 周辺
- 南九州西回り自動車道・ 芦北インターチェンジ